# Oenanthe deserti
La collalba desértica  (Oenanthe deserti) es una especie de ave paseriforme de la familia Muscicapidae que habita en Asia y el norte de África. 

## Descripción

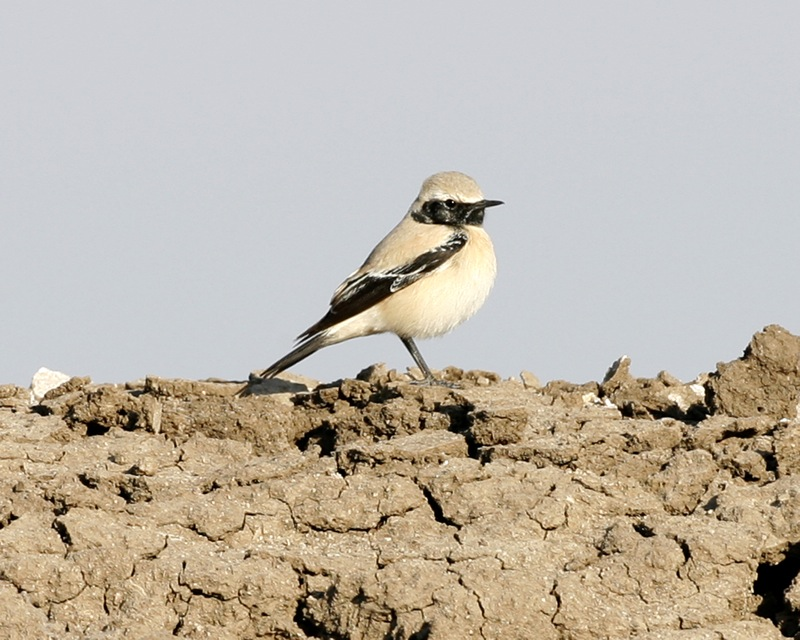
Plumaje invernal.

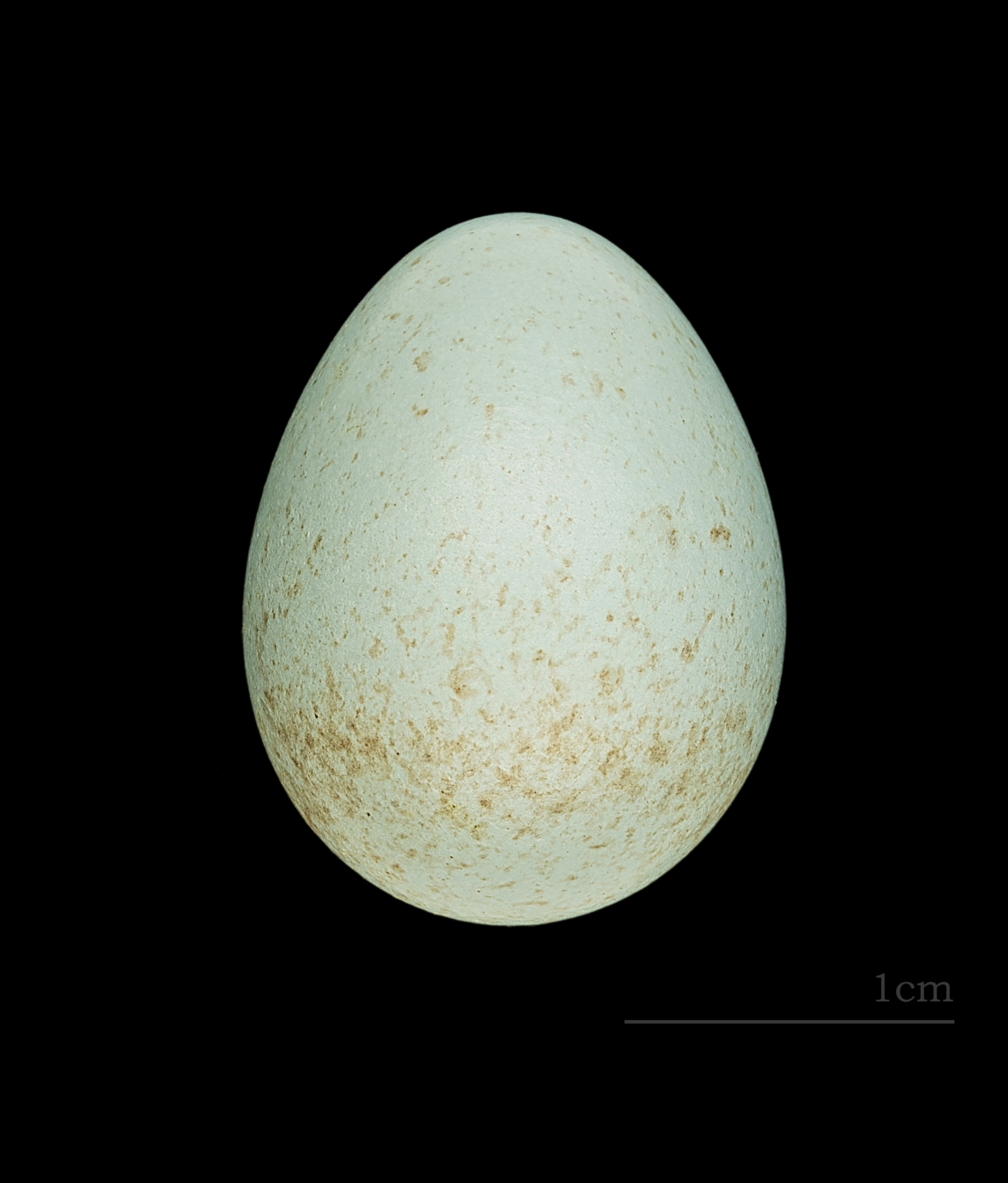
Huevo de Oenanthe deserti homochroa en el MHNT.

Mide entre 14,5 y 15 cm de largo. El plumaje del macho en verano tiene las partes superiores de tonos ocres y las inferiores blancas con el pecho anteado. Presenta el rostro y la garganta de color negro, que se prolonga por los hombros, y tiene una lista superciliar blanca. Ambos sexos se caracterizan por tener la cola totalmente negra hasta la altura de las coberteras superiores. Las hembras son más grisáceas, sus partes inferiores son más amarillentas y su garganta no es negra. El macho en invierno también se vuelve algo más grisáceo y su garganta negra se salpica de blanco.

## Distribución y hábitat
Es un ave migratoria que cría principalmente en el interior de Asia y el norte de África, aunque también se encuentra en algunas zonas de oriente medio y el Caucaso oriental. Se desplaza al sur para pasar el invierno en regiones desérticas y semidesérticas del Sáhara, el Sahel, la península arábiga y el sureste de Asia, hasta la India noroccidental. En Europa es un divagante raro.

## Taxonomía
Fue descrita científicamente por el zoólogo holandés Temminck en 1829. Anteriormente se clasificaba su género se clasificaba dentro de la familia Turdidae.
Se reconocen tres subespecies:
- Oenanthe deserti deserti - cría en Asia Central;
- Oenanthe deserti homochroa - cría en el Norte de África y Arabia;
- Oenanthe deserti oreophila - cría en el este del Himalaya, la meseta tibetana y China occidental.